# 城口马蓝
城口马蓝（学名：Pteracanthus flexus）为爵床科马蓝属下的一个种。

## 扩展阅读
- 維基物種上的相關：城口马蓝